# Rue, Somme

Rue este o comună în departamentul Somme, Franța. În 1 ianuarie 2022 avea o populație de 3.050 de locuitori.